# James Grogan
James David „Jim” Grogan (ur. 7 grudnia 1931 w Tacoma, zm. 3 lipca 2000 w San Bernardino) – amerykański łyżwiarz figurowy, startujący w konkurencji solistów. Brązowy medalista olimpijski z Oslo (1952) i uczestnik igrzysk olimpijskich w St. Moritz (1948), 4-krotny wicemistrz świata (1951–1954), 3-krotny wicemistrz Ameryki Północnej (1947, 1949, 1951) oraz 4-krotny wicemistrz Stanów Zjednoczonych.
W 1950 roku pojawił się w rewii łyżwiarskiej Hollywood Ice Review i wystąpił w Ice Capades. Kontynuował jazdę na łyżwach podczas służby w armii, gdzie został wyciągnięty z podstawowego treningu, aby wystąpić w europejskim pokazie łyżwiarskim w parze w utytułowaną Norweżką Sonją Henie. Po zakończeniu kariery amatorskiej w późniejszych latach rozpoczął pracę trenera łyżwiarskiego Lake Arrowhead od 1985 roku. Grogan odegrał kluczową rolę w ośrodka szkoleniowego Ice Castle, gdzie trenowała m.in. Michelle Kwan.
Jego pierwszą żoną była kanadyjska łyżwiarka figurowa występująca w parach sportowych Barbara Wagner, mistrzyni olimpijska 1960 ze Squaw Valley. Jego drugą żoną była Yasuko. Miał syna J.D. i córkę Roko.
Zmarł nagle w wieku 68 lat z powodu niewydolności wielonarządowej w Centrum Medycznym św. Bernardyna w San Bernardino.

## Osiągnięcia
| Zawody                           | 1947           | 1948           | 1949           | 1950           | 1951           | 1952           | 1953           | 1954           |                |                |                |                |                |                |                |                |                |
| Międzynarodowe                   | Międzynarodowe | Międzynarodowe | Międzynarodowe | Międzynarodowe | Międzynarodowe | Międzynarodowe | Międzynarodowe | Międzynarodowe | Międzynarodowe | Międzynarodowe | Międzynarodowe | Międzynarodowe | Międzynarodowe | Międzynarodowe | Międzynarodowe | Międzynarodowe | Międzynarodowe |
| -------------------------------- | -------------- | -------------- | -------------- | -------------- | -------------- | -------------- | -------------- | -------------- | -------------- | -------------- | -------------- | -------------- | -------------- | -------------- | -------------- | -------------- | -------------- |
| Igrzyska olimpijskie             |                | 6              |                |                |                | 3              |                |                |                |                |                |                |                |                |                |                |                |
| Mistrzostwa świata               |                | 5              | 4              |                | 2              | 2              | 2              | 2              |                |                |                |                |                |                |                |                |                |
| Mistrzostwa Ameryki Północnej    | 2              |                | 2              |                | 2              |                |                |                |                |                |                |                |                |                |                |                |                |
| Krajowe                          |                |                |                |                |                |                |                |                |                |                |                |                |                |                |                |                |                |
| Mistrzostwa Stanów Zjednoczonych | 3              | 2              | 2              |                | 2              | 2              |                |                |                |                |                |                |                |                |                |                |                |

## Nagrody i odznaczenia
- Amerykańska Galeria Sławy Łyżwiarstwa Figurowego – 1991[6][3]